# Eimuntas
Eimuntas ist ein litauischer und prußischer männlicher Vorname, abgeleitet von eiti ('gehen') und Mantas.

## Personen
- Eimuntas Nekrošius (1952–2018), Regisseur